# Zuiderpark (Amsterdam)

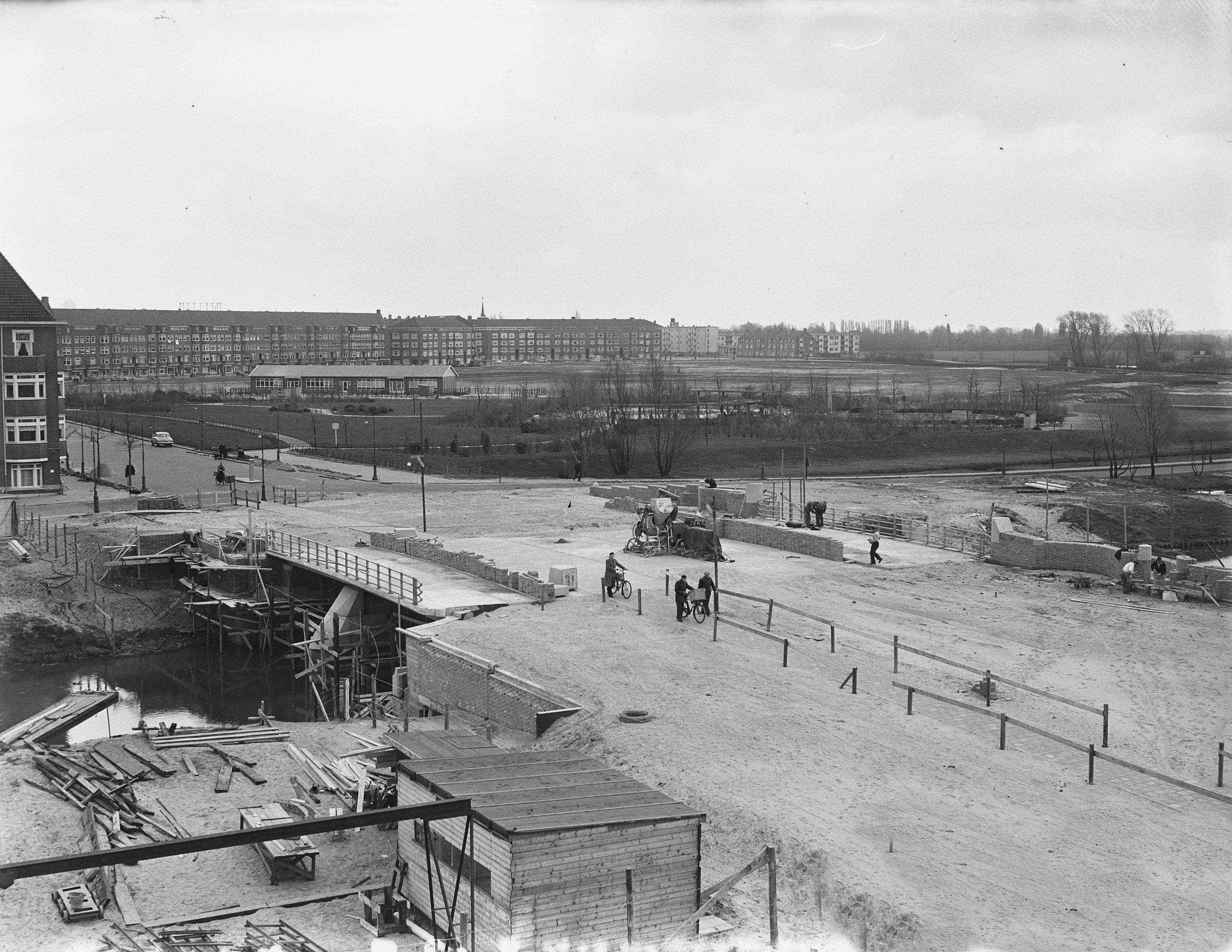
Uitzicht over het Zuiderpark met vijver vanaf de Herman Heijermansweg over de Boerenwetering (1955)

Het Zuiderpark is een voormalig park in Amsterdam-Zuid.
Amsterdam kent in de 21e eeuw nog steeds een Westerpark, Noorderpark en Oosterpark. De parken kwamen steeds in de jaren van stadsuitbreidingen. Datzelfde gold voor het Zuiderpark. Het verschijnt als zodanig voor het eerst op de stadskaarten van rond 1936, wanneer de stadsbebouwing eindigt bij het 
Scheldeplein/Westerscheldeplein en de naar het westen lopende Wielingenstraat. Ten zuiden daarvan begint een uitgestrekt agrarisch gebied. Op die voormalige landbouw- en veeteeltgronden werd een driehoekig park aangelegd met een centraal gelegen vijver en zandbak, afgeschermd door een pergola. Zij werd begrensd door de rechthoek van Wielingenstraat (noord) en het zuidelijk deel van de Haringvlietstraat (west). De oostkant werd diagonaal geplaatst vanaf Scheldeplein zuidwestwaarts tot ongeveer waar de Rijksweg 10 de Boerenwetering oversteekt. Aan de andere zijde van de Boerenwetering werd eveneens een park geprojecteerd, het Diepenbrockpark, dat in 1938 de naam Beatrixpark kreeg. De naam Zuiderpark verdween langzaam, het werd gezien als onderdeel van het Beatrixpark. Eind jaren vijftig verdween het park onder het bouwterrein voor RAI Amsterdam. In het landschap is er niets meer van terug te vinden, net zoals de weg die langs de diagonaal liep en de zuidelijke helft van de Haringvlietstraat. Alles verdween ten faveure van het evenementengebouw.
Een overblijfsel van het park is het beeld De lente van Fred Carasso in opdracht van Gemeente Amsterdam speciaal voor het park gemaakt.